# Miklós Horthy
Miklós Horthy, cavaller de Nágybánya, en hongarès Vitéz nágybanyái Horthy Miklós (Kenderes, Hongria, 18 de juny de 1868 – Estoril, Portugal, 9 de febrer de 1957), duc de Szeged i d'Òtranto, va ser un almirall de l'Imperi Austrohongarès i més tard regent del Regne d'Hongria (1920-1944). El seu règim conservador i d'inclinacions feixistes fou aliat amb l'alemanya nazi durant la segona guerra mundial.
Membre d'una família fervorosament calvinista de l'aristocràcia rural hongaresa, va ingressar a la marina imperial el 1886 en la qual desenvoluparia una brillant carrera. Després d'ocupar un petit càrrec diplomàtic a l'ambaixada austrohongaresa a Turquia, entre el 1896 i el 1912 va anar ascendint des de tinent de fragata fins a capità de vaixell. L'any 1910 havia estat nomenat ajudant de camp de l'emperador Francesc Josep I d'Àustria, vers al qual sentia una gran devoció. Quan esclatà la I Guerra Mundial comandava el cuirassat "Novara", a bord del qual va resultar greument ferit a la batalla d'Otranto, quan intentava trencar el bloqueig del Mar Adriàtic per part dels aliats. El 1918 es reintegrà al servei i tot seguit fou ascendit a almirall i nomenat comandant en cap de la flota pel nou emperador Carles I d'Àustria.
Acabada la guerra i dissoltes les flotes austríaca (Tractat de Saint-Germain-en-Laye) i hongaresa (Tractat del Trianon), per manca d'accés al mar d'ambdós països, Horthy es retirà a les seves possessions. Tanmateix, quan la coalició social-comunista de Béla Kun va proclamar la República Soviètica d'Hongria (1919), les forces contrarevolucionàries van demanar a Horthy -el militar de més prestigi- que les encapçalés, alhora que l'exèrcit romanès envaïa el país i hi restava fins al 1920. Mentrestant Horthy i la fracció legitimista del seu exèrcit havien engrescat l'exrei Carles IV en vistes a una restauració de la monarquia (de fet, ell mai no havia abdicat el tron hongarès).
Efectivament, el dia 1 de març de 1920 l'Assemblea Nacional va restablir el Regne d'Hongria, però en part per pressions de les potències aliades, en part per l'aversió majoritària contra els Habsburg i també per la pressió psicològica de l'exèrcit que estava envoltant l'edifici del parlament de Budapest, va proclamar Miklós Horhty regent vitalici del regne i el dotà d'amplíssima poders. Literalment, li van ser atorgades "les mateixes prerrogatives que al rei, tret de la concessió de títols nobiliaris i de l'alt patronatge sobre l'Església catòlica hongaresa". La doble paradoxa de Horthy era ser almirall de cap flota i regent de cap rei.
Tot i que formalment tenia els poders d'un monarca constitucional (convocar i dissoldre el parlament, nomenar i revocar el primer ministre i el govern en funció de les decisions de l'assemblea i ser el comandant suprem de les forces armades), el cert és que, en una Hongria que maldava per superar les humiliacions de la postguerra, el tarannà nacionalista, conservador i paternalista de Horthy li atorgà una gran capacitat de tutela sobre tots els òrgans de l'estat.
D'acord amb els corrents centreeuropeus del moment, a partir dels anys trenta va començar a nomenar ministres del pro-nazi Partit de la Creu Fletxada. La proximitat ideològica amb el règim alemany, expressat en mesures restrictives per a la comunitat jueva, permeté que l'any 1938, després de l'Anschluss d'Àustria, Hongria recuperés l'Alföld i la Rutènia que havien estat atorgades a Txecoslovàquia.
Quan Alemanya va envair Polònia (1939), Horthy no només es va negar a permetre el pas de tropes per Hongria, sinó que va acollir moltíssims refugiats polonesos, entre els quals hi havia força jueus. Quan va esclatar la II Guerra Mundial, el país es va declarar formalment neutral, encara que aprofités la conjuntura bèl·lica per recuperar territoris que li havien pertangut, cas de Transsilvània (1940) i de la Voivodina (1941). Tanmateix, poques setmanes després que Alemanya ataqués la Unió Soviètica (1941), un incident fronterer va provocar que Hongria s'unís a l'Eix, però la ràpida derrota del seu exèrcit convencé Horthy a cercar unilateralment la pau amb els russos. Entre 1942 i 1944 tingué força contactes amb els aliats i amb el mariscal Tito, alhora que obria el país a gairebé un milió de jueus i a molts presoners de guerra que aconseguien fugir d'Alemanya. El mateix 1942 va nomenar viceregent el seu fill Isztván, però aquest morí aviat en un accident aeri fruit d'un sabotatge nazi.
El març de 1944 l'exèrcit alemany entrava a Hongria i imposava a Horthy el nomenament d'un govern titella presidit pel pro-nazi Döme Sztójay. Amb l'estreta col·laboració de les SS i dels "Creus Fletxades", en poques setmanes hi hagué una deportació massiva de jueus -més de mig milió- a camps d'extermini, a part de l'episodi infamant de famílies senceres que eren afusellades a la riba del Danubi, a Budapest, perquè l'aigua s'endugués els cossos. Horthy va reaccionar destituint Sztójay i negociant la rendició amb els russos que ja ocupaven bona part del país. Aleshores fou obligat a dimitir com a regent del regne (15 d'octubre de 1944) -per a pressionar-lo, un comando capitanejat per Otto Skorzeny arribà a segrestar el seu segon fill, també anomenat Miklós-, fou detingut i empresonat a Baviera, fins que allí caigué en mans de les tropes americanes.
Al final de la guerra, malgrat el que pretenien de Romania i Iugoslàvia, fou exonerat de responsabilitats com a criminal de guerra. L'alliberaren immediatament i s'exilià a Portugal, on morí. El 1993 les seves despulles foren repatriades i sebollides al panteó familiar de Kenderes.